# Masha Gessen
Masha Gessen (rus: Маша Гессен)  (Moscou, 13 de gener de 1967), nascuda Maria (Maixa) Aleksàndrovna Gessen (rus: Мари́я (Маша) Алекса́ндровна Ге́ссен; anglès: Masha Gessen), Moscou, 13 de gener de 1967, és una periodista, escriptora, traductora i activista russa i estatunidenca, que ha estat una veu crítica del president de Rússia, Vladímir Putin i del president dels EUA, Donald Trump.
Gessen ha escrit extensament sobre els drets LGBT. Descrita com a «líder activista en drets LGBT de Rússia», ha dit que durant molts anys va ser «probablement l'única persona públicament homosexual en tot el país».
Gessen escriu principalment en anglès, però també en el seu rus nadiu. A més de ser autora de diversos llibres de no-ficció, ha estat una prolífica col·laboradora a publicacions com The New York Times, The New York Review of Books, The Washington Post, Los Angeles Times, The New Republic, New Statesman, Granta, Slate, Vanity Fair, Harper's Magazine, The New Yorker i U.S. News & World Report.
Gessen va treballar com a traductora a la sèrie The Americans, de la cadena FX.

## Controvèrsia del Pemi Hannah Arendt
El 2023, en el context de la Guerra entre Israel i Gaza de 2023, la Fundació Heinrich Böll (Heinrich-Böll-Stiftung) i la ciutat de Bremen van atorgar-li a Masha Gessen el Pemi Hannah Arendt al Pensament Polític (Hannah-Arendt-Preis für politisches Denken), però la publicació d'un article seu a The New Yorker titulat «In the Shadow of the Holocaust» (A l'ombra de l'Holocaust), on comparava el bloqueig de la Franja de Gaza amb els guetos jueus de l'Alemanya nazi, feu que el director de la Societat Germanoisraeliana (Deutsch-Israelische Gesellschaft) de Bremen escrigués una carta oberta demanant la suspensió del premi. Això provocà que la Fundació Heinrich Böll anunciés inicialment que no es faria lliurament del premi, però més avant va retractar-se i l'acabà lliurant, encara que en una gala més petita.
En resposta, Gessen va dir que avui la mateixa «Hannah Arendt no hauria obtingut el premi Hannah Arendt».